# Heptatonika
Heptatonika, heptachord – w muzykologii termin określający każdą skalę muzyczną zbudowaną z siedmiu stopni, np. skale durowa i molowa z systemu funkcyjnego, skale modalne.